# Alejandro Fernández
Alejandro Fernández Abarca (Guadalajara, 24 de abril de 1971) es un cantante de ranchera y pop latino mexicano, hijo del cantante ranchero Vicente Fernández. En un principio se especializó en estilos tradicionales de música regional mexicana como mariachi. Posteriormente se ha diversificado hacia el pop latino con toques urbanos, la balada y el bolero.
Posee una sólida trayectoria discográfica y ha sido acreedor a tres Grammy Latinos y seis Premios Billboard. Ha logrado vender alrededor del mundo aproximadamente 40 millones de álbumes.

## Biografía
Alejandro Fernández Abarca nació en Ciudad de México el 24 de abril de 1971 y fue registrado en la ciudad de Guadalajara. Es el hijo del fallecido cantante del género ranchero, Vicente Fernández y de María del Refugio Abarca Villaseñor, conocida como "Doña Cuquita". Crece en el seno de una familia tradicionalmente unida. Tiene dos hermanos Vicente Jr. y Gerardo, y una hermana Alejandra. 
Además de su inclinación musical por herencia y por vocación, Fernández sintió también la necesidad de ampliar su formación personal y, tras los estudios primarios y secundarios, ingresó en la Universidad del Valle de Atemajac para estudiar Arquitectura.
Es conocido por todo el público y la prensa como «El Potrillo», apodo que le viene debido a que el rancho de su padre es denominado «Los Tres Potrillos» en honor a sus tres hijos varones. 
Como empresario, a Fernández se le atribuye la propiedad del centro comercial Unicenter en Guadalajara, donde hay diferentes tipos de negocios y que genera empleo a más de 170 personas, actuó en el programa cómico La Hora Pico hace 20 años. Además estuvo en Panamá donde grabó un CD junto a Rafael de España la canción era «Te diré lo que quería». 
También participó con su familia en la construcción del «Lienzo Charro y Centro de Espectáculo Don Vicente Fernández Gómez», más conocido como la Arena VFG, el más grande lienzo de toda América, con una capacidad para 11 000 personas. Básicamente, dedicado a espectáculos masivos y a veces a competiciones de charrería.

## Trayectoria musical

### 1976-1991: Inicios musicales y primeros álbumes de estudio
En 1976, su padre presentó a Alejandro y su grupo logró publicar «Alejandra» frente a más de 10 000 personas, pese a sus nervios al pisar el escenario por primera vez. A los cuatro años trabajó en la película Picardía mexicana y como ser la chona 2 y recibió su primera compensación económica de 5 dulces . A los 18 años colaboró con su padre en un disco homenaje a la música mexicana México, voz y sentimiento con el tema «Amor de los dos». Ese mismo filmó junto con su padre la película, Mi querido viejo.
Debutó oficialmente como artista profesional el 30 de marzo de 1992 con la publicación de su primer álbum homónimo titulado Alejandro Fernández bajo el sello Sony Music. De esta producción se desprendieron los temas «Necesito olvidarla», «Brumas» y «Equivocadamente». Con este material, recorrió México y algunas ciudades de Estados Unidos.
En 1993 recibe el Premio Revelación Masculina en los Premios TV y Novelas. Ese mismo año realizó con su padre Vicente, un concierto en el Palacio de los Deportes, y continuó con una temporada de presentaciones en el Teatro Blanquita de la Ciudad de México. En 1993 salió al mercado Piel de niña, un disco de corte romántico. La producción fue dirigida por Pedro Ramírez. Algunas de las canciones del disco son «Piel de niña», «Acabé por llorar», «A la vera del camino» y «Cascos ligeros».
En 1994, presenta un trabajo discográfico Grandes éxitos a la manera de Alejandro Fernández, donde interpreta canciones de grandes compositores como Armando Manzanero, Luis Demetrio y José Antonio Méndez. Al año siguiente, lanzó su cuarto álbum Que seas muy feliz, en este último, desprende recordadas canciones como «Que seas muy feliz» y «Como quien pierde una estrella».

### 1996-1998:Muy dentro de mi corazónyMe estoy enamorando
El 10 de diciembre de 1996, su producción Muy dentro de mi corazón, tan pronto como sale a la venta obtiene doble platino;[cita requerida] para su promoción se lanzaron temas como «Moño negro», «Nube viajera» y «Abrázame». Ese mismo año, grabó «Puedes llegar», tema oficial de los Juegos Olímpicos de Atlanta 1996, que contó con la colaboración de Gloria Estefan.[cita requerida]
El 23 de septiembre de 1997 lanzó al mercado el material discográfico Me estoy enamorando, producido por Emilio Estefan, Jr. y Kike Santander. El álbum contiene baladas románticas y canciones más cercanas al género pop, sin alejarse de su esencia mexicana. De esta producción destacan «Si tú supieras», la cual logró ingresar en el mercado estadounidense donde estuvo siete semanas en el primer lugar de la lista de éxitos Billboard de música latina.[cita requerida] «En el jardín» , «No sé olvidar» y «Yo nací para amarte», fueron consecutivamente número uno en las listas de música latina de la revista Billboard.
En diciembre de 1998, grabó Christmas In Vienna VI, concierto navideño en el que el tenor Plácido Domingo.[cita requerida] Interpretó por primera vez en público canciones en inglés «Silent Night», «Mary's Boy Child» y «Have Yourself a Merry Little Christmas».[cita requerida]

### 1999-2000:Mi verdadyEntre tus brazos
Su séptimo álbum de estudio Mi verdad, fue publicado el 11 de mayo de 1999, producido por Pedro Ramírez.[cita requerida] Con el disco volvió al género de música ranchera en temas como «Loco», «Si he sabido amor», «Mentirosos» y «Avísame». Por este disco, ganó un Premio Grammy Latino del año 2000 en la categoría Mejor Álbum Ranchero.[cita requerida] En 2000, actuó en la gala de la primera edición de los premios Grammy Latino, además obtuvo su primer premio con «Mi verdad» en la categoría de Mejor Interpretación Regional Mexicana.
El 25 de abril de 2000, surgió la producción discográfica titulada Entre tus brazos, la octava en su carrera, por segunda ocasión con Emilio Estefan. Experimentó con ritmos y sonoridades caribeñas, con cortes como «Quiéreme», «Háblame» y «Quisiera». En este disco se incluye por primera vez un tema de su autoría: «Entre tus brazos», que da título a este álbum de corte «romántico», pero con sabor latino.[cita requerida] Ese mismo año, Julio Iglesias, incluyó un tema con Fernández «Dos corazones, dos historias» en su álbum Noche de cuatro lunas. Julio sólo tuvo alabanzas para él y declaró: «Tiene un canto precioso. Soy amigo de sus padres desde hace treinta años y además, Alejandro es una de las jóvenes grandes estrellas latinas.»[cita requerida]

### 2001-2003:Orígenes y Niña amada mía
En 2001, volvió a los estudios de grabación con otra nueva producción discográfica de género ranchero, llamada Orígenes.[cita requerida] El sencillo «Tantita pena» se convirtió en una de las canciones más emblemáticas de su carrera.[cita requerida] También destacan los temas «Tu regresarás», «Ingrato amor» y «¿Dónde vas tan sola?». Al año siguiente, lanzó al mercado su producción Un canto de México o 100 años de música mexicana, en la que interpreta 22 de las canciones rancheras más importantes de todos los tiempos, lo cual está dividido en dos discos. El álbum fue grabado durante la presentación en vivo, desde uno de los escenarios más importantes de México, el Palacio de Bellas Artes. Ese mismo año, inició una exitosa gira por toda América Latina al lado de su padre Vicente, llamada «Lazos invencibles», culminó en Ciudad de México, en el Foro Sol.
En 2003, se editó un disco doble recopilando lo mejor de esas actuaciones En vivo: juntos por última vez. El 11 de marzo de ese año, lanzó el disco ranchero titulado Niña amada mía, donde se desprendió el sencillo «Niña amada mía» que se convirtió la canción de la telenovela del mismo nombre. Participó en el especial de Navidad «En mi país» que transmitió Telemundo. Filmado en Puerto Rico, hizo dúo con Ednita Nazario en el tema «Triste Navidad».[cita requerida]

### 2004-2006:A corazón abierto yconcierto en Zócalo
Comenzó la filmación de la película Zapata, el sueño de un héroe, estrenada en 2004 y donde tiene a la cantante y actriz mexicana Lucero como coprotagonista. Fue elegido para este papel por Alfonso Aráu.[cita requerida] En la ceremonia de los Grammy Latino de 2004, celebrada en Los Ángeles, California, ganó en la categoría de mejor álbum ranchero con En vivo juntos por última vez, Vicente y Alejandro Fernández.[cita requerida] El 7 de septiembre de ese año, lanza su producción A corazón abierto producido por el productor Kike Santander, su primer sencillo «Me dediqué a perderte» canción escrita por el integrante de Sin Bandera, Leonel García; se colocó en los primeros lugares de la lista de popularidad; otros sencillos de está producción fueron: «¿Qué voy hacer con mi amor?» y «Canta corazón» del cantautor peruano Gian Marco.[cita requerida]
En 2005, participó en un concierto junto a los tenores Plácido Domingo y José Carreras asistieron más de 50.000 personas al evento. Ese mismo año, colaboró en una gira internacional junto a Chayanne y Marc Anthony. Volvió a ser nominado en la sexta edición de los Grammy Latino de 2005 en la categoría de Mejor Álbum Vocal Pop Masculino por A corazón abierto.[cita requerida] El 25 de octubre de ese año, editó en vivo un disco titulado México-Madrid: en directo y sin escalas del cual se desprende un único tema inédito, «Todo», balada que fue escrita por Leonel García. El repertorio incluye duetos en el que destaca Amaia Montero en «Me dediqué a perderte», la cantante española Malú en «Contigo aprendí» y Diego «el Cigala» en «Como quién pierde una estrella».[cita requerida]
En 2006, grabó a dúo con el cantautor ítalo-venezolano Franco de Vita el tema «Te veo venir soledad» que forma parte de su trabajo Mil y una historias. El 20 de marzo de ese año, reunió a más de 175.000 personas en el concierto Noche de primavera, con lo que se convirtió en el segundo artista con más convocatoria en El Zócalo —superado por Shakira y luego superado por Vicente Fernández.

### 2007-2008:Viento a favor
El 19 de agosto de 2007 en la ciudad de Santa Cruz de Tenerife celebró la clausura del carnaval con un concierto en la plaza de España y la isla de Gran Canaria en el Estadio Municipal de San Fernando (Maspalomas).[cita requerida] En enero de ese año, comenzó la grabación de la canción «Amor gitano» junto con la cantante estadounidense Beyoncé, tema que aparece en la segunda edición del disco de la estadounidense B'Day. En este tema Beyoncé canta en español con Fernández, y sobre su experiencia declaró: «Es un músico muy talentoso y me agrada trabajar con él en este nuevo proyecto».[cita requerida]
El 26 de junio de 2007, lanzó su siguiente disco, que llevó por título Viento a favor y con el cual festeja sus 15 años de carrera musical. Este disco fue producido por Áureo Baqueiro y el primer sencillo fue «Te voy a perder», también escrita por Leonel García; «No se me hace fácil», escrita por Gian Marco; y «Eres» compuesta por Fonseca fueron el segundo y tercer sencillo. Los temas de este disco cubren los estilos pop rítmico y balada romántica.
En el año 2008, realizó una gira de nuevo por las tierras españolas cubriendo ciudades como Madrid, Valencia y La Coruña. Dos años después llega a España con la gira Dos Mundos con la que recorrió las ciudades más importantes de España.[cita requerida] Inauguró la XVIII Cumbre de jefes de Estado y Gobierno, que se efectuó del 29 al 31 de octubre de 2008 en El Salvador y cuyo tema principal fue "Juventud y desarrollo". Interpretó el tema «El Carbonero», el más popular y tradicional entre los salvadoreños.

### 2009-2010:Dos mundos
En el año 2009 es invitado por la cantante canadiense Nelly Furtado para colaborar en su disco Mi plan, en la canción «Sueños».[cita requerida] Ese mismo año, se vio envuelto en disputas legales con su antigua disquera Sony BMG Music ya que el sello iba a lanzar el disco Diferente, que contenía doce canciones del género ranchero. Dichas canciones nunca fueron dadas a conocer porque Fernández consideró que los temas no contaban con la calidad que el público merece y, aunque fueran dignas de mostrarse, tendría que ser el propio cantante quién decidiera. El mismísimo intérprete tuvo que acudir a la justicia para impedir que el CD viera la luz. Según el artista, el contrato con la discográfica ya había finalizado, por lo que Sony BMG Music ya no tendría los derechos para publicarlo. Tras varias negociaciones, llegaron a un acuerdo y el disco Diferente, no salió a la venta.[cita requerida]
En octubre de 2009, ingresó oficialmente al elenco de la disquera Universal Music Latin Entertainment, luego de que firmó un contrato con la transnacional. El 8 de diciembre de ese año, lanzó al mercado dos álbumes, uno de cada género: Dos Mundos (Evolución) (balada-pop) y (Tradición) (ranchero). Este último cuenta con la canción «Estuve», tema a cargo de Joan Sebastian, quién tuvo a su cargo la mayor parte del trabajo de producción y composición. Otros títulos son «Bandida», «Maldita costumbre» y «Unas nalgadas». Dos mundos Evolución cuenta con «Se me va la voz» como primer adelanto, producida por Áureo Baqueiro. También destacan la composición de Mario Domm «Como me duele (Cielo de acuarela)»,«No lo beses» y «Mañana es para siempre».[cita requerida] Este lanzamiento fue la primera ocasión en la que lanzaba al mercado dos discos simultáneamente.[cita requerida]

### 2010-2013:Confidencias
En 2010, realizó una gira por los Estados Unidos junto a los cantautores mexicanos Joan Sebastian y Marco Antonio Solís, bajo el nombre de Los Tr3s. Ese mismo año, lanzó Dos mundos: Revolución, un álbum en vivo del concierto realizado en El Lunario de la Ciudad de México, y que reúne lo mejor de los Dos mundos. En esta producción, participaron trece músicos que interpretaron con instrumentos como el bugle, el contrabajo, el acordeón, la vihuela, el guitarrón y percusiones, con el propósito de crear un ambiente que brinde una perfecta armonía entre la música mexicana y el pop internacional. El primer sencillo de este proyecto fue el inédito «Tu sabes quién», con letra y música de Joan Sebastian.
En 2011, Alejandro inició la Gira Dos Mundos con una serie de conciertos por Latinoamérica con Marc Anthony. El 18 de junio se presentó en el nuevo Estadio Nacional de Costa Rica donde departió un espectáculo musical de dos géneros en un escenario. Al año siguiente se edita «Estoy hecho de pedacitos de ti» canción a dúo con el cantautor español Antonio Orozco perteneciente a su álbum Diez. Orozco también ha compuesto una canción para el repertorio del próximo disco de Fernández. En marzo de 2012 anunció desde su cuenta de Twitter que se encuentra trabajando en su nuevo proyecto musical. Así mismo continúa con la gira Dos Mundos en esta ocasión se presenta en Honduras y Guatemala, dando inicio a una larga gira que le llevará por toda Centroamérica y Sudamérica a lo largo de ese año.

### 2014-2017:Rompiendo fronteras
Se confirmó su participación en el Festival de Viña del Mar de 2014 tras la cancelación de la cantante Lucero, por unas polémicas fotos cazando animales junto a su pareja. El 11 de febrero de 2014 se anuncia que canceló su presentación a pocos días del comienzo del festival, tras un accidente que sufrió esquiando en Colorado, Estados Unidos, lo que le produjo una lesión a la rodilla derecha y una intervención quirúrgica. Los conciertos que tenía contemplado en marzo en Santiago y Buenos Aires, Argentina tuvieron que ser reprogramados.
Tras su no presentación en Viña 2014 por fuerza mayor, fue invitado nuevamente para participar a la edición siguiente en donde se presentó, abriendo la jornada del martes 24 de febrero de 2015, donde ganó la Gaviota de Plata y Gaviota de Oro.
El 10 de febrero de 2017, lanzó su decimoquinto álbum de estudio Rompiendo fronteras. Este disco obtuvo una nominación al Grammy Latino como mejor álbum pop contemporáneo.

### 2020:Hecho en México
Su decimosexto álbum de estudio Hecho en México se lanzó el 14 de febrero de 2020.

### 2022: Regreso a Viña
El 5 de octubre de 2022 el comité organizador del Festival de Viña del Mar confirma su regreso al certamen de la ciudad jardín, como parte del show internacional en 2023.

## Imagen pública
El 15 de septiembre de 2004, se presentó en el Caesar's Palace de Las Vegas, Nevada y se hizo merecedor de las llaves de esta ciudad, de manos de Pablo Castro Zabala, Presidente de la Asociación Internacional de Radio, Prensa y Televisión.[cita requerida] Larry Luna, embajador del Estado de Nevada; proclamó el 15 de septiembre como el día de Alejandro Fernández en Nevada, y el senador Harry Reids, representado por Cristina Martínez, declaró que ese día sería el día nacional de Alejandro Fernández en Estados Unidos.
Fue elegido el "Embajador Turístico de Jalisco" y como tal realizó dos macro conciertos gratuitos, el primero en Puerto Vallarta el 20 de junio de 2009 y el segundo en Guadalajara el 27 de junio de 2009. En el concierto el "Potrillo" interpretó sus mejores éxitos, las baladas románticas y sus tradicionales rancheras. "Jalisco en vivo 2009" contó con el apoyo incondicional de más de 20 artistas invitados, mexicanos e internacionales, que se sumaron al compromiso de apoyar a México en momentos difíciles, entre ellos: Gloria Estefan, Enrique Iglesias, Luis Fonsi, Raúl di Blasio, Paulina Rubio, Joan Sebastian, María José, Aleks Syntek, Ha*Ash, Belanova y Paty Cantú, entre otros se unieron a la iniciativa de Alejandro y tomaron parte en los conciertos memorables con duetos y participaciones nunca antes vistas.
En junio de 2025, Architectural Digest México y Architectural Digest USA publicaron un reportaje conjunto sobre la casa de Alejandro Fernández y Karla Laveaga en Guadalajara, en el que se destacaban piezas de diseño y arte contemporáneo, incluyendo una obra del pintor español Jacob Vilató.

### Estrella en el paseo de la fama de Hollywood
El 2 de diciembre de 2005, la ciudad de Los Ángeles, en los Estados Unidos; le dio el honor de una estrella en el legendario paseo de la fama de Hollywood, en Hollywood Boulevard. El cantante llegó acompañado por su familia, su padre Vicente Fernández, su madre María del Refugio Abarca, sus hermanos y sus cinco hijos, además como invitado especial, el tenor español Plácido Domingo y su familia. La ceremonia comenzó a las 11:30 de la mañana, Johny Grant, alcalde honorario de Hollywood y presidente del paseo de la fama, dio una breve semblanza de la trayectoria artística de Alejandro.

### Activismo
Su gira «A corazón abierto» en 2004 por Estados Unidos estuvo patrocinada por McDonald's. Fue uno de los elegidos para plasmar sus manos en una placa que se subastó junto con las de otros artistas para recaudar 20 millones de dólares en beneficio de la infancia, campaña de Ronald McDonald House Charities (RMHC), con grandes personalidades del mundo del espectáculo y el deporte estadounidense.
En noviembre de 2008 participó junto a Eva Longoria y otras celebridades latinas en la octava gala anual benéfica de El sueño de esperanza en favor de los niños con cáncer. En abril de ese año fue nombrado primer Embajador Turístico de Jalisco, distinción que le dio el gobierno del estado por su amplia trayectoria profesional, tanto a nivel nacional como internacional. La distinción al "Potrillo" es por su exitosa trayectoria profesional, además de ser un moderno representante de una legión de charros cantores, al llevar las más nobles tradiciones de su estado de gira por el país y el mundo.
En 2012 con motivo de la campaña "México se Siente", fue nombrado embajador turístico de su país, tras lo cual se comprometió a exaltar los valores, virtudes y destinos turísticos que embellecen a México.

## Discografía
Álbumes de estudio
- 1992: Alejandro Fernández
- 1993: Piel de niña
- 1994: Grandes éxitos a la manera de Alejandro Fernández
- 1995: Que seas muy feliz
- 1996: Muy dentro de mi corazón
- 1997: Me estoy enamorando
- 1999: Mi verdad
- 2000: Entre tus brazos
- 2001: Orígenes
- 2003: Niña amada mía
- 2004: Zapata: el sueño del héroe
- 2004: A corazón abierto
- 2007: Viento a favor
- 2009: Dos mundos (evolución + tradición)
- 2013: Confidencias
- 2017: Rompiendo fronteras
- 2020: Hecho en México
- 2024: Te llevo en la sangre

## Premios y nominaciones
Alejandro Fernández ha recibido numerosos premios y reconocimientos a lo largo de su carrera tales como el Grammy Latino, Billboard, premios Lo Nuestro, premios TVyNovelas, premios Oye! y premios Cadena Dial España.
El cantante tiene cinco nominaciones a los Grammy Latino: (dos en 1997, una en 1999, una en 2005), y le fue otorgado el galardón en dos ocasiones (2000 y 2004). También se le otorgó el premio de trayectoria artística en los premios «Tu Música» en Puerto Rico;  Y el galardón de la estrella en los premios Billboard Hot Latin Tracks, por su trayectoria y sus contribuciones a la música.
También ha aparecido, en varias ocasiones, en la revista People en español como uno de «los 50 más bellos».
En octubre de 2005, durante el «Mes de la Hispanidad», Alejandro tuvo el honor de ser el anfitrión del programa «La herencia hispana» en The History Channel en español, que se transmitió a toda América. En mayo de 2011 fue nominado a los premios Juventud como mejor Artista Regional Mexicano. En 2021 fue reconocido por los Latin American Music Awards por el premio icono.

### Premios Grammy Latinos
| Año  | Categoría                       | Ganador                            | Resultado |
| ---- | ------------------------------- | ---------------------------------- | --------- |
| 2000 | Mejor Álbum de Música Ranchera  | Mi Verdad                          | Ganador   |
| 2000 | Mejor Álbum Pop Masculino       | Quiéreme                           | Nominado  |
| 2002 | Mejor Álbum de Música Ranchera  | Orígenes                           | Nominado  |
| 2003 | Mejor Álbum de Música Ranchera  | Niña amada mía                     | Nominado  |
| 2004 | Mejor Álbum de Música Ranchera  | En vivo: Juntos por última vez     | Ganador   |
| 2005 | Mejor Álbum Pop Masculino       | A corazón abierto                  | Nominado  |
| 2010 | Mejor Álbum de Música Ranchera  | Dos mundos (evolución + tradición) | Nominado  |
| 2017 | Mejor Álbum de Música Ranchera  | Rompiendo Fronteras                | Nominado  |
| 2017 | Grabación del año               | Quiero que vuelvas                 | Nominado  |
| 2020 | Mejor Álbum de Música Ranchera  | Hecho en México                    | Ganador   |
| 2020 | Mejor Canción Regional Mexicana | Caballero                          | Nominado  |

### Premios TVyNovelas
| Año  | Categoría          | Telenovela/Causa                                                            | Resultado |
| ---- | ------------------ | --------------------------------------------------------------------------- | --------- |
| 2014 | Mejor tema musical | "Hoy tengo ganas de ti" (a dúo con Christina Aguilera) para La tempestad \| | Nominado] |
| 2010 | Mejor tema musical | Mañana es para siempre \|                                                   | Nominado] |
| 2003 | Mejor tema musical | Niña amada mía \|                                                           | Ganador]  |